# Poetica della prosa
Poetica della prosa. Le leggi del racconto è una raccolta di saggi scritti dal critico e teorico strutturalista Tzvetan Todorov tra il 1964 e il 1969 e riuniti nel volume in francese La Poétique de la prose pubblicato per la prima volta nel 1971 per Seuil.

## Contenuto del libro
Il testo comprende saggi che possono essere suddivisi in quattro differenti categorie in base ai temi di cui si occupano. Un primo gruppo di saggi riguarda questioni di poetica generale e di linguistica, nei quali Todorov sostiene come la poetica contemporanea debba essere separata dalla critica e trarre vantaggio dalla linguistica, pur rimanendo una disciplina a sé stante. Todorov sostiene che la poetica dovrebbe funzionare esattamente come una scienza avente per oggetto i meccanismi interni al testo e alla narrazione. Un secondo gruppo di saggi è invece dedicato allo studio dei modi di narrativizzazione del testo e ai modi secondo cui la trama si costruisce nella narrativa di finzione. Lo scopo di Todorov in questi scritti è di individuare quella grammatica del testo, universale e valida indipendentemente dalla natura dell’opera, che regola i rapporti degli elementi testuali sia tra di loro che con il testo stesso. Il terzo gruppo di saggi è dedicato alla questione del genere letterario. Todorov cerca qui di riabilitare una nozione, quella di "genere" inteso come norma o convenzione alla base della produzione di significato, a lungo scarsamente considerata. In particolare, l'utilità di riscattare la nozione di genere emerge nel momento in cui Todorov analizza il romanzo poliziesco  per delinearne le diverse specie. L'ultimo gruppo di saggi facenti parte di questa raccolta comprende una serie di scritti in cui Todorov analizza specifici autori, come per esempio Henry James e Benjamin Constant,

## Edizioni
- Tzvetan Todorov, Poétique de la prose, Parigi, Éditions du Seuil, 1971.
- Tzvetan Todorov, Poétique De La Prose: (choix) ; Suivi De Nouvelles Recherches Sur Le Récit, Parigi, Éditions du Seuil, 1980.
- Tzvetan Todorov, The Poetics of Prose, Oxford, Basil Blackwell, 1977.
- Tzvetan Todorov, Richard Howard e Jonathan D. Culler, The Poetics of Prose, Ithaca, Cornell University Press, 1987.
- Tzvetan Todorov, Poetica della prosa, Traduzione di Elisabetta Ceciarelli, Roma; Napoli, Theoria, 1989, ISBN 88-241-0160-7.
- Tzvetan Todorov, Poetica della prosa Le leggi del racconto, Traduzione di Elisabetta Ceciarelli, Milano, Bompiani, 1995, ISBN 88-452-2728-6.